# IPhone 4
Vous lisez un « bon article » labellisé en 2020.
Pour les articles homonymes, voir iPhone (homonymie).
L'iPhone 4 est un smartphone, modèle de la 4e génération d'iPhone d'Apple. Il suit l'iPhone 3GS et précède l'iPhone 4S. À la suite d'un certain nombre de fuites, l'appareil est dévoilé le 7 juin 2010 lors de l'Apple Worldwide Developers Conference à San Francisco avant sa mise en vente le 24 juin 2010 aux États-Unis, au Royaume-Uni, en France, en Allemagne et au Japon puis dans le reste du monde.
Il introduit une nouvelle finition dans la famille des iPhone : il se compose d'un cadre en acier inoxydable, avec des composants internes situés entre des verres en aluminosilicate. Le smartphone présente un nouvel écran Retina en haute définition, tout en conservant la même taille et le même format d'image que ses prédécesseurs. Deux nouveautés équipent l'appareil, le microprocesseur Apple A4, et iOS 4 – qui introduit le multitâche pour les applications et le nouveau service de chat vidéo FaceTime. L'appareil est le premier iPhone à comprendre une caméra frontale, et le premier à sortir dans une version pour les réseaux CDMA, ce qui met fin à la période où AT&T était le fournisseur exclusif aux États-Unis.
Le téléphone reçoit un accueil positif, les critiques faisant l'éloge de sa conception remaniée et de son équipement plus puissant par rapport aux modèles précédents. Bien que ce soit un succès commercial (avec plus de 600 000 précommandes en 24 h), la sortie de l'iPhone 4 est marquée par des rapports très médiatisés selon lesquels un défaut dans la conception de l'antenne fait perdre le signal à l'appareil s'il est tenu d'une certaine manière. La plupart des contacts manuels avec le bord extérieur du téléphone entraînent une diminution significative de la puissance du signal.
C'est le seul modèle d'Apple à être resté quinze mois sur le marché. Bien que son successeur soit annoncé en octobre 2011, il continue d'être vendu comme modèle de milieu de gamme jusqu'en septembre 2012, puis comme offre d'entrée de gamme jusqu'en septembre 2013 avec l'annonce de l'iPhone 5s et de l'iPhone 5c. Sa durée de vie est plus longue que tous les modèles précédents, soit près de quatre ans, et reste disponible dans certains pays en développement jusque début 2015.

## Histoire

### Prototypes
Avant son dévoilement officiel le 7 juin 2010, deux prototypes sont dévoilés aux médias, violant le processus de développement, habituellement secret, d'Apple. De nombreuses spéculations concernant les spécifications techniques se révèlent exactes.

### Fuites
Le 19 avril 2010, le site Gizmodo signale qu'il a acheté un prototype pour 5000 dollars et qu'il procède au démontage de l'appareil. Ce dernier a été perdu par un employé d'Apple à Redwood City, en Californie. Peu de temps après cette publication, les associés d'Apple demandent que le téléphone leur soit renvoyé, ce à quoi Gizmodo leur répond favorablement.
Des photos et une vidéo d'un deuxième prototype sont publiées sur le site vietnamien Taoviet, le 12 mai 2010. L'exemplaire est presque identique au premier, et utilise un microprocesseur A4 fabriqué par Apple. Le site achète le prototype pour 4000 dollars.
DigiTimes indique que la définition de l'écran du smartphone est de 960 × 640 pixels, ce qui est confirmé par Apple lors de l'annonce officielle.

### Lancement

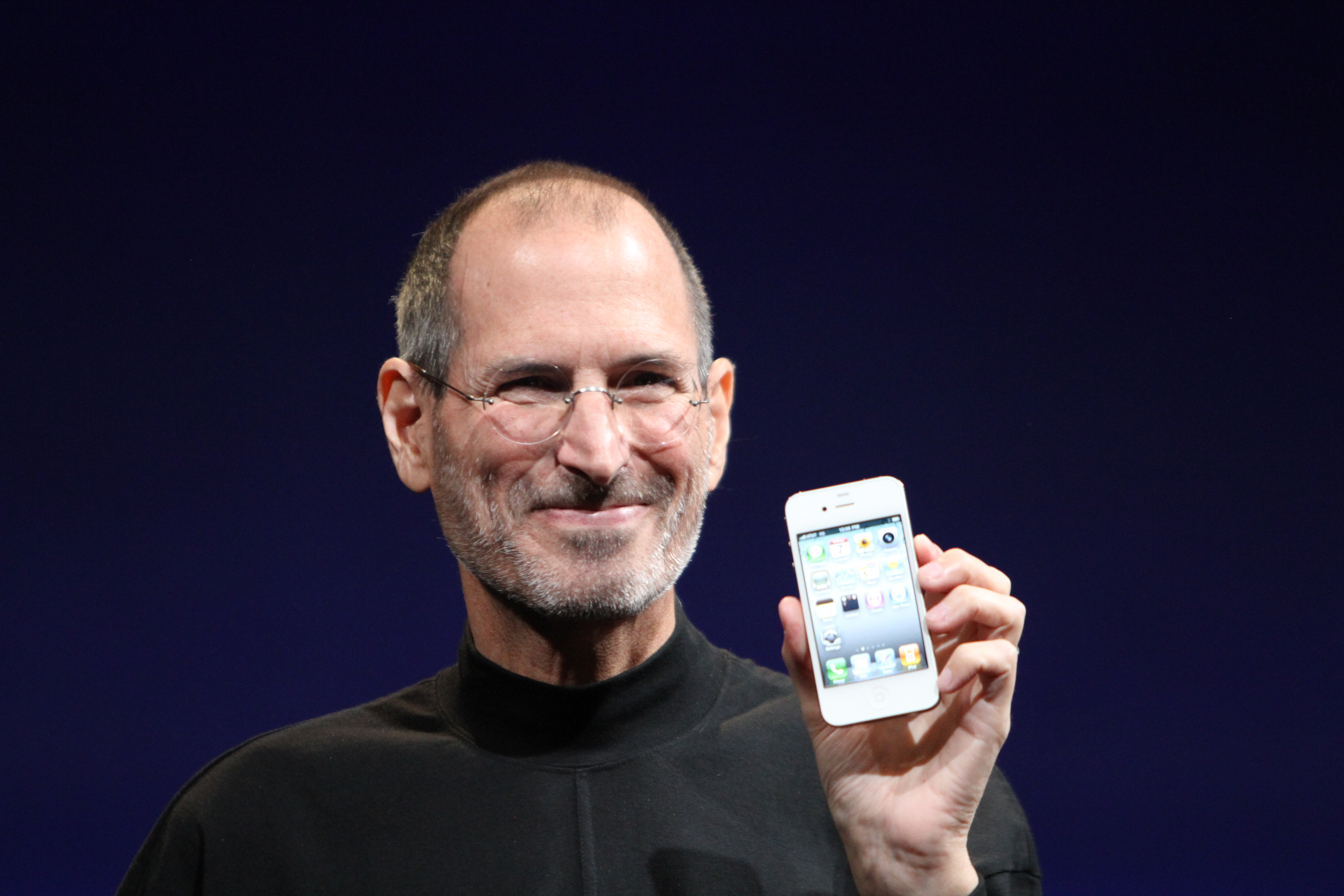
Steve Jobs tenant un iPhone 4 lors de la conférence internationale des développeurs d'Apple en 2010.

Le smartphone est disponible en pré-commande le 15 juin 2010. Plusieurs centaines de clients signalent des problèmes avec le système de pré-commande en ligne. Apple explique que c'est dû au nombre de précommandes bien plus élevée que prévu. Des problèmes similaires sont signalés chez AT&T et SoftBank, les partenaires exclusifs d'Apple aux États-Unis et au Japon, qui interrompent les ventes anticipées car la demande risque de dépasser l'offre. Les Apple Stores sont également incapables d'effectuer les transactions en raison d'une panne des serveurs. Le prix du smartphone varie entre 629 € et 739 € selon sa capacité de stockage. Si l'utilisateur l'achète avec un abonnement chez un opérateur, le smartphone coûte entre 199 € et 299 €.
Apple et ses partenaires reçoivent 600 000 pré-commandes au cours des 24 premières heures, c'est le plus grand nombre de précommandes pour un iPhone que la firme américaine ait reçu en une journée. Au bout de 3 jours, 1,7 million d'exemplaires sont vendus.
En Tunisie, le smartphone est mis en vente par Orange dans seulement huit villes. Le 30 juillet 2010, il se vend avec un bumper gratuit en Australie, en Nouvelle-Zélande et quinze autres pays. En Corée du Sud, il est commercialisé par KT le 10 septembre. Il est mis en vente en Afrique du Sud le 22 septembre sur les réseaux Vodacom et MTN, en quantités limitées. En Israël, il est vendu le 24 septembre par Cellcom, Pelephone et Orange. Il est présenté en Thaïlande le 23 septembre par AIS Telecom, DTAC et True Move, et en Malaisie, le 26 septembre à Kuala Lumpur, et dans tout le pays le jour suivant,. L'appareil est commercialisé au Viêt Nam le 30 septembre par Vinaphone et Viettel, dans 3 grandes villes : Hanoï, Hô-Chi-Minh-Ville et Da Nang, puis dans tout le pays à la fin du mois d'octobre. En Inde, le smartphone est commercialisé par Bharti Airtel le 27 mai 2011.
Le 24 juin 2010, Apple publie une déclaration selon laquelle les modèles en couleur blanche s'avèrent plus difficiles à fabriquer que prévu, et repousse leur date de sortie à la seconde moitié du mois de juillet. Il y a beaucoup de spéculations concernant ce retard. Parmi les rumeurs les plus répandues, on trouve celles concernant l'appareil photo interne du téléphone qui est affecté par les infiltrations de lumière dues au verre translucide et à la peinture blanche. D'autres sources rapportent que le problème est lié à l'incapacité de la firme à faire correspondre la couleur blanche de la façade avec celle du bouton de démarrage. Le modèle blanc sort finalement le 28 avril 2011.
Le 11 janvier 2011, Verizon Wireless annonce lors d'un événement qu'un accord est conclu avec Apple et présente une nouvelle version, compatible avec les réseaux CDMA, mettant ainsi fin à l'accord d'exclusivité qu'avait Apple avec AT&T. Le smartphone est mis en prévente le 3 février 2011 et en vente le 10 février sur le site de Verizon.

### Fin de production
Lors du dévoilement officiel de l'iPhone 4S, le 4 octobre 2011, il est annoncé que la société Sprint commercialise la version CDMA, reconfiguré, le 14 octobre, en baissant le prix à 99 dollars.
En septembre 2013, après la sortie des iPhone 5s et 5c, Apple cesse de vendre l'iPhone 4 dans la plupart de ses magasins ainsi que sur son site web. L'iPhone 4S le remplace dans une version où sa capacité de stockage est réduite par rapport à ce dernier avec seulement 8 Go contre 16 Go et 32 Go dans le modèle initial.

## Composition

### Écran
Son écran est fabriqué par LG dans le cadre d'un contrat exclusif avec Apple. Il est doté d'un écran tactile LCD rétro-éclairé par LED avec une densité de 326 pixels par pouce (ppp) sur un écran de 3,5 pouces soit 8,9 cm (mesuré en diagonale). Chaque pixel a une largeur de 78 micromètres. L'écran a un rapport de contraste de 800:1. L'écran est commercialisé par Apple sous le nom de Retina display, sur la base de l'affirmation selon laquelle un affichage d'environ 300 ppi à une distance de 305 millimètres de l'œil, soit 57 secondes d'arc par pixel est la quantité maximale de détails que la rétine peut percevoir. Il doit être utilisé à une distance d'environ 30 centimètres des yeux, une résolution plus élevée n'a aucun effet sur la qualité apparente de l'image, car le potentiel maximum de l'œil humain est déjà atteint.
Raymond Soneira, président de DisplayMate Technologies, déclare dans une interview au magazine Wired, que les affirmations de Jobs sont exagérées : « C'est raisonnablement proche d'un affichage parfait, mais Steve l'a poussé un peu trop loin ». Soneira déclare que la résolution de la rétine humaine est plus élevée que ce qu'affirme Apple, soit 477 ppi à 305 mm des yeux, ou 36 secondes d'arc ppi. Cependant, Phil Plait, auteur de Bad Astronomy, dont la carrière inclut une collaboration avec la NASA concernant la caméra du télescope spatial Hubble, répond à la critique et affirme que : « si vous avez une vue [meilleure que 10/10], alors à un mètre de distance les pixels de l'iPhone 4 sont résolus et l'image aura l'air pixélisée. Si vous avez une vue moyenne, l'image sera très belle ». 

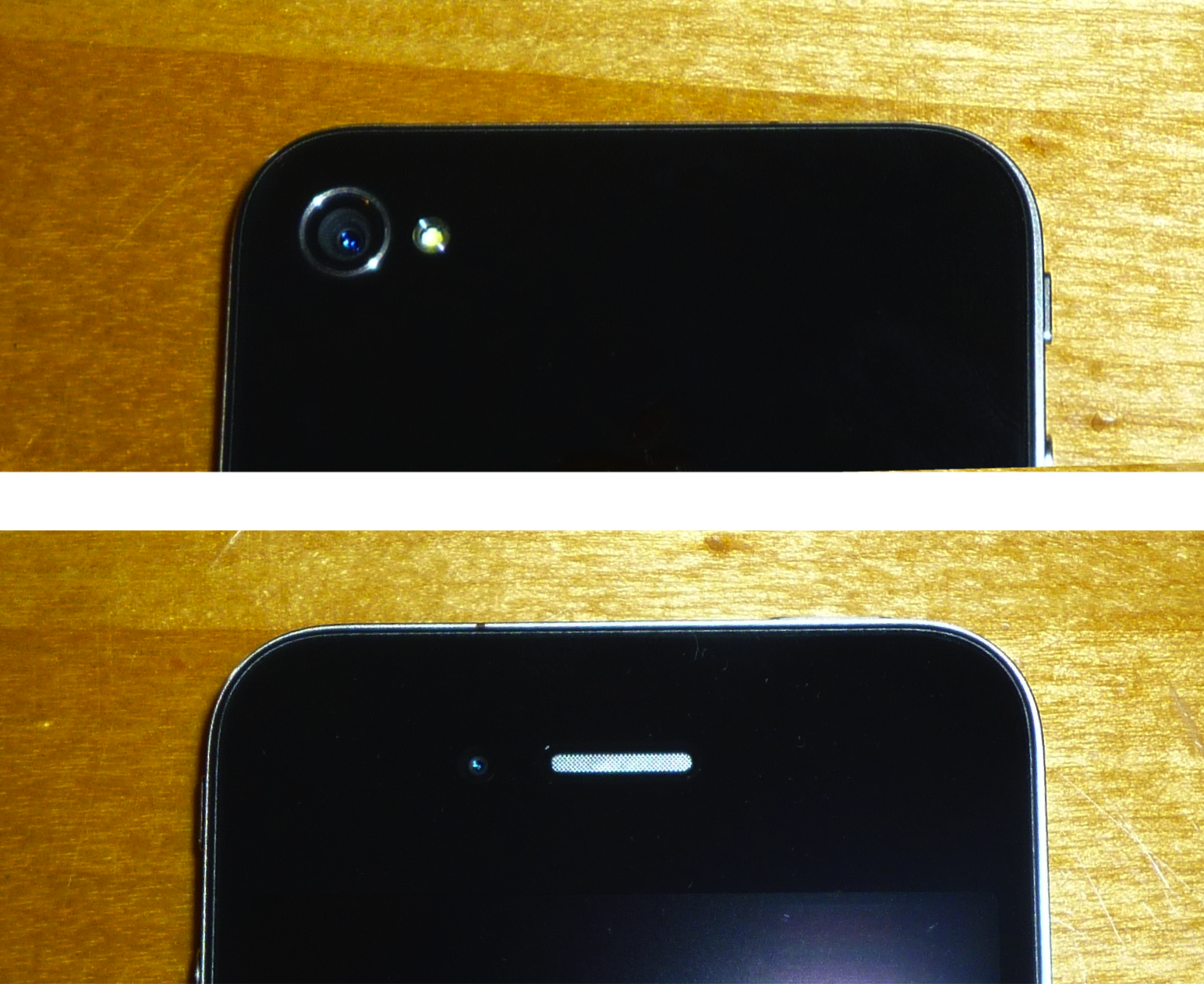
L'iPhone 4 est le premier modèle d'iPhone comprenant un appareil photo avant et arrière.

### Appareil photo
Il est équipé d'un appareil photo VGA supplémentaire à l'avant et d'un appareil photo de 5 mégapixels à l'arrière avec un objectif de 3,85 mm f/2,8 avec un flash LED. L'appareil photo arrière est capable d'enregistrer des vidéos en HD en 720 px soit 30 images par seconde. Les deux caméras utilisent la fonction tap to focus (taper pour mettre au point) qui fait partie de iOS 4, pour l'enregistrement de photos et de vidéos.

### Connectivité
Contrairement à l'annonce de Steve Jobs lors de la conférence en 2010, les documents récents de la Commission fédérale des communications (FCC) montrent que le smartphone contient une antenne 3G UMTS penta-band, et non une radio 3G UMTS quadri-bande, comme annoncé. Selon la documentation de la FCC, la radio à l'intérieur de l'iPhone 4 supporte les fréquences de 800 MHz, 850 MHz, 900 MHz, 1 900 MHz et 2 100 MHz. La fréquence de 800 MHz, qui est la plus utilisée dans les téléphones portables japonais, n'est pas prise en charge par Apple.
II utilise également le connecteur dock 30 broches comme seul port de données externe. L'iPhone 4 est la première génération d'iPhone à disposer d'un second microphone, utilisé pour la réduction du bruit. Il se situe sur le haut de l'appareil, près de la prise casque ; le microphone principal se trouve en bas à gauche du smartphone.

### Gyroscope et accéléromètre
L'iPhone 4 présente un capteur gyroscopique qui détecte l'accélération autour des axes X, Y et Z permettant un calcul précis du mouvement de lacet, de tangage et de roulis. Le gyroscope complète l'accéléromètre, un capteur présent depuis l'iPhone original, qui détecte l'accélération, les secousses, les vibrations, les chocs ou les chutes de l'appareil en détectant l'accélération linéaire de l'un de ces trois axes. Les données combinées de l'accéléromètre et du gyroscope fournissent des informations détaillées et précises sur le mouvement de l'appareil sur 6 axes dans l'espace. Les 3 axes du gyroscope combinés aux 3 axes de l'accéléromètre permettent au dispositif de reconnaître approximativement la distance, la vitesse et la direction de son déplacement dans l'espace.

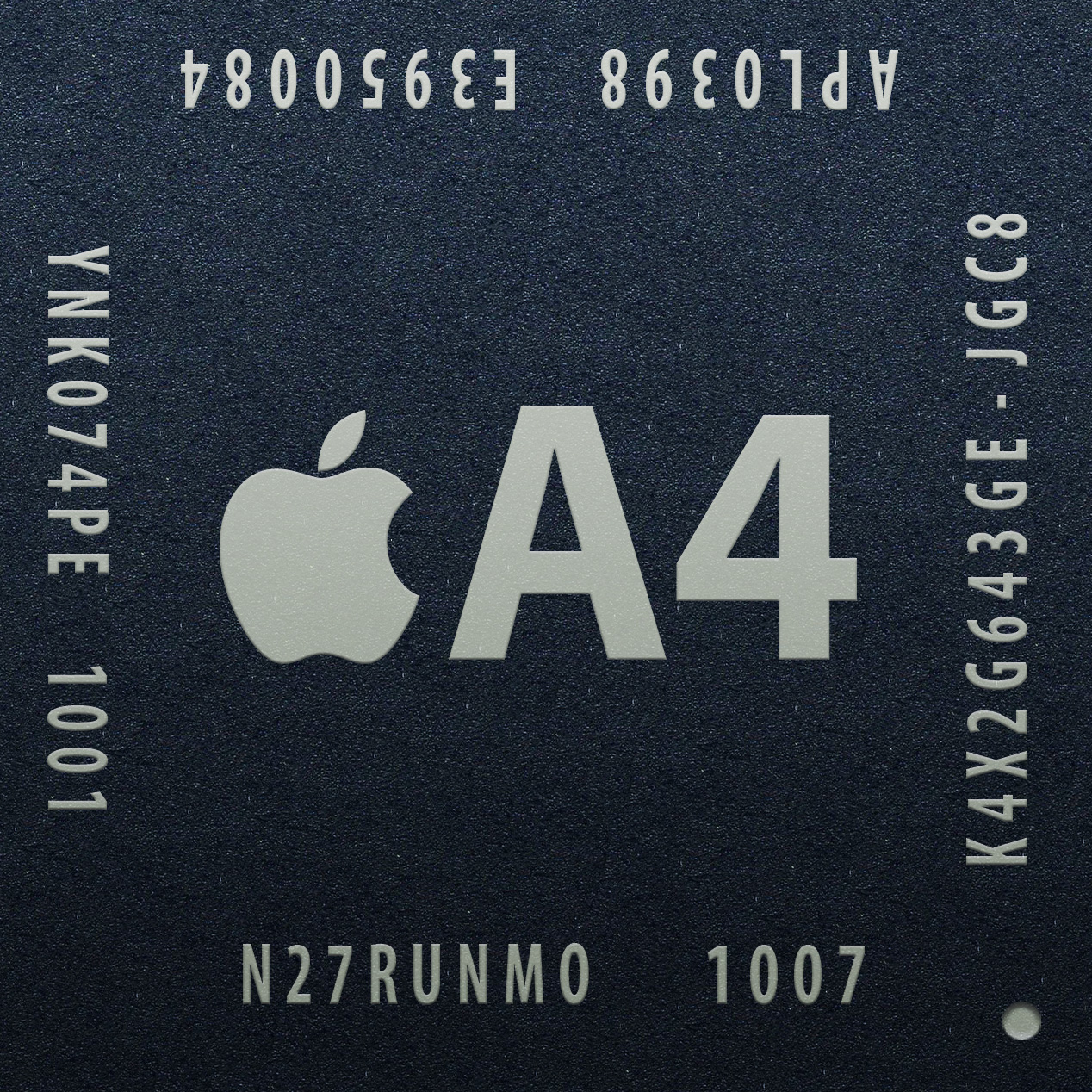
Vue de la puce Apple A4 utilisée pour l'iPhone 4

### Processeur, mémoire et stockage
L'appareil est doté du microprocesseur SoC Apple A4, conçue par Intrinsity et, comme les précédents modèles d'iPhone, fabriquée par Samsung,. Le système sur une puce est composé d'un processeur ARM Cortex-A8 et intègre le Processeur graphique PowerVR SGX535. L'Apple A4 est également utilisée pour la première génération d'iPad, sortie en 2010, où il est chronométré à la vitesse nominale de 1 GHz. Tous les précédents modèles d'iPhone possédaient un processeur sous-cadencé, ce qui prolonge généralement la durée de vie de la batterie et réduit la dissipation. L'iPhone 4 dispose de 512 Mo de DRAM. Cette dernière qui n'est pas utilisée par les applications, permet d'augmenter les performances et le multitâche.
Toutes les données sont stockées dans une mémoire flash de 8 Go, 16 Go ou 32 Go dans l'appareil.

### Connexion au réseau mobile
Le smartphone utilise une micro cartes SIM fonctionnant sur un réseau GSM, qui est placée dans un support éjectable, situé sur le côté droit de l'appareil, contrairement aux modèles précédents qui utilisaient le format mini sim. Les micro cartes SIM ne sont pas disponibles chez tous les opérateurs à l'époque, bien qu'il soit possible de découper le contour d'une mini sim de manière que la carte puisse quand-même s’insérer dans le support.

## Conception

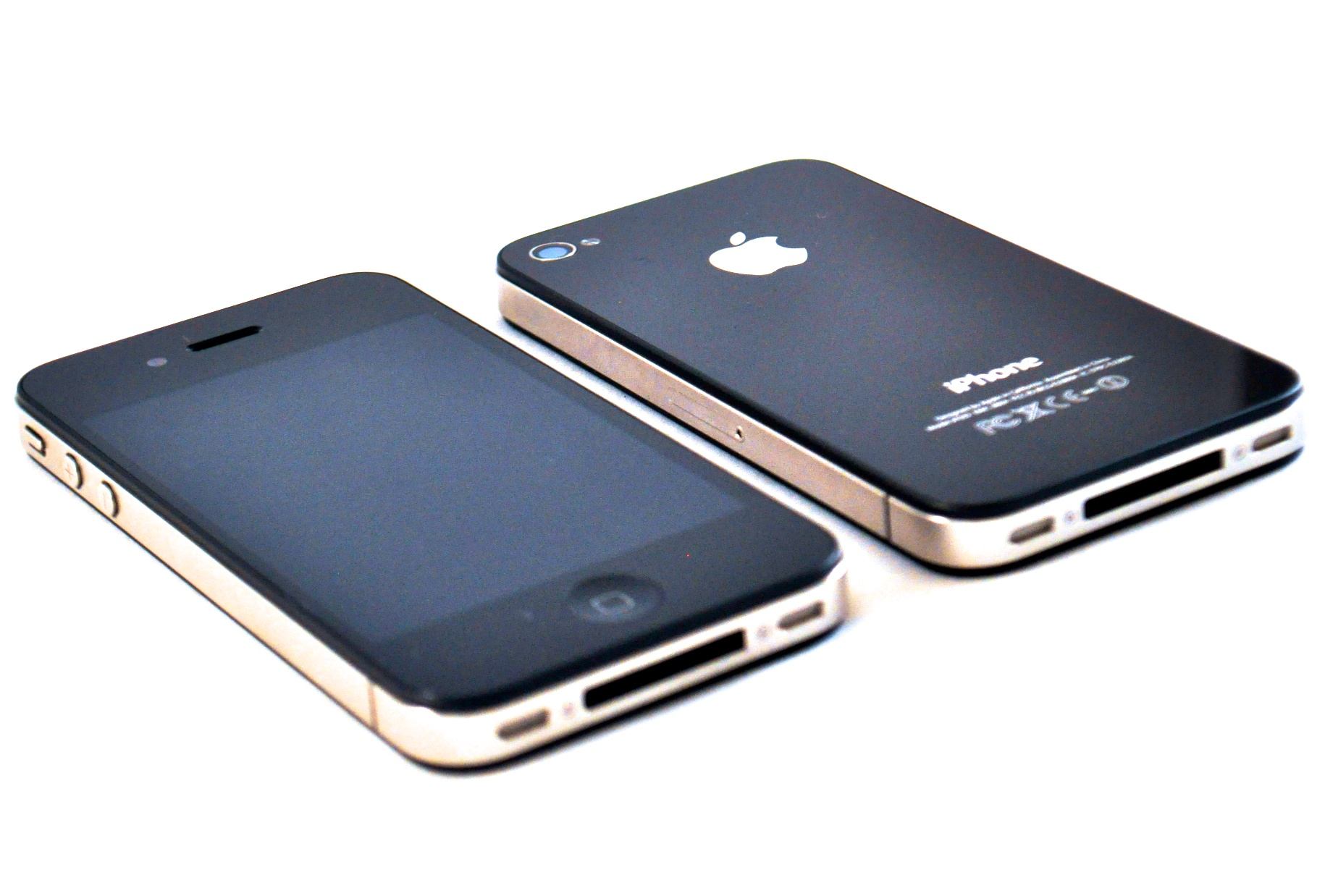
L'iPhone 4 est composé d'un écran en verre et d'un cadre en acier. (Ici un iPhone 4S qui présente un design fortement simillaire).

Il présente une nouvelle structure, conçue par Jony Ive, un modèle qui est par la suite réutilisé et adapté pour les iPhone 4S, 5, 5S et l'iPhone SE de première génération. Contrairement à l'iPhone 3GS qui possède une coque en plastique courbée, l'iPhone 4 possède une finition plus rectiligne et son dos est aplati. Ce nouveau design reflète l'utilitarisme et l'uniformité des produits Apple existants, tels que l'iPad et l'iMac.
Ses dimensions globales sont réduites par rapport à son prédécesseur. Il mesure 115 millimètres de haut, 58,6 mm de large et 9,4 mm de profondeur, alors que l'iPhone 3GS mesure 116 millimètres de haut, 62 mm de large et 12 mm de profondeur, ce qui le rend, 24 % plus fin que l'iPhone 3GS. Steve Jobs affirme alors qu'il est « le smartphone le plus fin de la planète ». Le cadre de l'iPhone 4 est en acier inoxydable et fait office de structure principale. À l'automne 2010, les vis pentalobes remplacent les vis cruciformes utilisées dans les unités de réparation aux États-Unis et dans les unités de production au Japon.

## Logiciel
Il est fourni avec iOS 4, qui est le système d'exploitation d'Apple pour ses iPhones. iOS 4 introduit un système de gestion multitâche, permettant aux applications de rester suspendues, d'effectuer certaines opérations en arrière-plan et de passer d'une application à l'autre à l'aide d'un menu à l'écran. Cette version d'iOS ajoute un nouveau logiciel, FaceTime qui permet aux utilisateurs de faire des appels vidéos entre-eux. La fonction est déployée plus tard sur d'autres appareils de la marque,.
Il prend en charge toutes les mises à jour logiciel jusqu'à iOS 7, sorti en septembre 2013. Certaines fonctionnalités disponibles sur les modèles d'iPhone plus récents ne sont cependant pas disponibles tel que Siri, AirDrop et AirPlay et plusieurs effets visuels introduits par iOS 7,.

## Accessoires

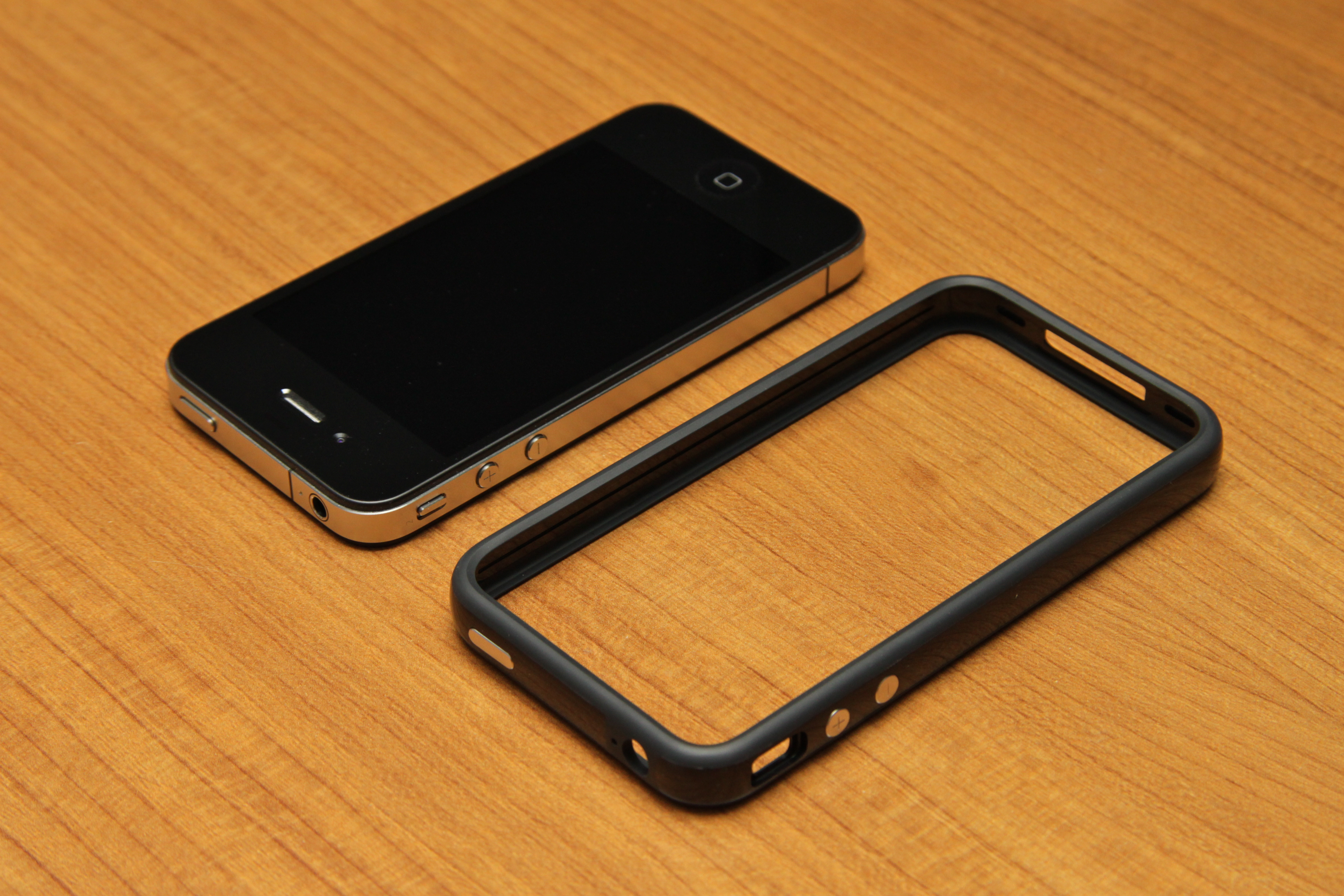
Étui de protection aux côtés d'un iPhone 4.

Le bumper de l'iPhone 4 est une coque qui permet de protéger les bords de l'appareil et dans une moindre mesure, l'écran. Il ne couvre ni l'avant, ni l'arrière du téléphone, bien que l'iPhone soit légèrement soulevé de la surface sur laquelle il est posé. La partie intérieure est en caoutchouc et la partie extérieure en plastique. Le bumper couvre les boutons métalliques du volume et de verrouillage tandis que des trous permettent de brancher le chargeur, d'accéder au port jack et de faire circuler le son de l'enceinte.

## Réception

### Pré-commande
La réception lors de la pré-commande est généralement positive. L'annonce contient des informations qui ne sont pas divulguées par Gizmodo. Fox News déclare que « voir en action [l'iPhone 4] est bien plus instructif que de regarder les photos de Gizmodo, l'unité d'essai défectueuse ». Rhodri Marsden, de The Independent explique « à part l'introduction de l'appel vidéo en face à face, il ne s'agit pas d'un ensemble de fonctionnalités étonnantes. L'appareil est plus puissant que son prédécesseur, plus rapide, plus facile à utiliser et fait passer des tâches auparavant laborieuses pour un jeu d'enfant ». CNET réagit à l'annonce en expliquant que iMovie pour iOS est « la partie la plus excitante de la conférence du WWDC de cette année ». L'article souligne que l'iPhone 4, contrairement aux appareils photo de l'époque, peut enregistrer du contenu en HD puis le retoucher à partir du même appareil, ce qui en fait une véritable suite de retouches mobiles.

### Critiques
Les critiques sont également favorables. Walt Mossberg de The Wall Street Journal qualifie le smartphone de meilleur appareil de sa catégorie. Engadget le nomme meilleur smartphone du marché en juin 2010. CNET attribue à l'iPhone 4 une note de 8,6 ⁄10, l'une des meilleures notes jamais accordées à un smartphone par le site tandis que TechRadar attribue au smartphone 4,5 ⁄5 étoiles,. Selon Consumer Reports, le problème du réseau est la raison pour laquelle il n'est pas considéré comme un modèle recommandé, bien que d'autres tests le classent en tête des smartphones. Selon un sondage réalisé en août 2010 par ChangeWave Research et malgré la réception négative des médias concernant les problèmes d'antenne, 72 % des utilisateurs d'iPhone 4 se disent « très satisfaits ».

### Problèmes techniques

#### Antenne
Peu de temps après sa sortie, des clients signalent que la puissance du signal indiqué est réduite lorsqu'ils touchent le bord inférieur gauche du téléphone, ce qui entraîne des coupures d'appels dans certaines zones où la réception du signal est plus faible. En réponse, Apple publie une déclaration conseillant aux clients d'éviter de saisir le téléphone dans le coin inférieur gauche lorsqu'ils passent ou reçoivent un appel. En interne, Ruben Caballero, expert en antennes, fait part à Steve Jobs de ses inquiétudes quant à la conception de l'antenne, qui pourrait entraîner ces problèmes.
Le 2 juillet 2010 plusieurs clients possesseurs de l'appareil signalent qu'ils prévoient de poursuivre Apple et AT&T pour fraude par dissimulation, négligence, fausse déclaration intentionnelle et conception défectueuse. Le procès est intenté par un cabinet d'avocats, qui lancent un site web pour récupérer l'avis d'acheteurs mécontents. Plus tard dans la journée, Apple publie une autre déclaration affirmant qu'ils ont découvert la cause de la baisse de signal indiqué. Apple explique que la formule utilisée pour calculer le nombre de barres affichées est erronée et promet de corriger le problème (présent depuis l'iPhone 2G) quelques semaines plus tard au moyen d'une mise à jour logicielle. The New York Times commente : « l'incapacité à détecter plus tôt ce problème de longue date est étonnant ».
Consumer Reports déclare que les problèmes de signal ne sont pas « uniques, et peuvent ne pas être graves » et indique que toute l'industrie des smartphones est confrontée à de telles pertes de signal. Le lendemain, le magazine change cependant de position après avoir constaté des cas d'appels non aboutis. Le magazine rejette l'explication de la firme après avoir effectué des tests dans un environnement contrôlé et comparé les résultats avec les générations précédentes d'iPhone. L'utilisation d'un morceau de ruban adhésif pour couvrir l'espace inférieur gauche de l'antenne ou d'une coque de protection pour l'appareil permet cependant de réduire le problème des appels non aboutis,.
Le 16 juillet 2010, lors d'une conférence de presse qui comprend une visite privée du laboratoire de conception d'antennes d'Apple pour les journalistes, Steve Jobs annonce offrir à tous les propriétaires d'iPhone 4 un bumper gratuit pour les aider à résoudre le problème et un remboursement aux utilisateurs qui l'ont déjà acheté. Steve Jobs annonce également qu'Apple ne pourra pas produire suffisamment de bumpers pour tous les propriétaires du smartphone, mais la firme s'approvisionnera et proposera une gamme de coques tierces pour les autres. L'offre était valable jusqu'au 30 septembre 2010. Pour obtenir cette coque, les clients devaient faire une demande via une application à installer sur leur iPhone.
Consumer Reports note que la solution n'est pas permanente, bien qu'elle soit une première étape. Cependant, comme Steve Jobs n'a pas précisé de délai pour résoudre le problème, et que l'offre d'un bumper gratuit n'est qu'une solution temporaire, PC World décide de retirer l'iPhone 4 de son classement des « 10 meilleurs téléphones portables ».

#### Autres problèmes
Certains utilisateurs signalent une décoloration jaune sur l'écran qui disparaît après plusieurs jours, ce qui est dû à la colle de stratification et au verre qui est utilisé. La colle n'a pas eu le temps de sécher complètement avant que l'appareil ne soit envoyé chez les clients en raison du court délai de fabrication. Un autre problème est signalé par certains utilisateurs dans les jours qui suivent la sortie du téléphone ; pendant un appel, le capteur de proximité est insensible, de sorte que le contact du visage avec l'écran tactile peut mettre fin à la communication, couper le son de l'appel ou encore composer d'autres numéros. Certains utilisateurs signalent que, dans des conditions de faible luminosité, les photos prises avec l'iPhone 4 contiennent parfois des taches bleues ou vertes. Des problèmes de balance des blancs sont découverts lors de l'utilisation du flash.